# Vintilă Horia
Vintilă Horia Iucal (Segarcea, Romania, 18 de desembre de 1915 - Collado Villalba, Madrid, Espanya, 4 d'abril de 1992) va ser un escriptor romanès en llengües romanesa, francesa i castellana.

## Biografia
Fill d'un enginyer agrònom romanès, Horia es va graduar en dret a la Universitat de Bucarest i va fer estudis de lletres i filosofia a les universitats de Perusa i Viena. Es va casar amb Olga Theohari, pertanyent a una distingida família romanesa, amb qui va tenir dues filles.
Deixeble del teòric ultradretà Nichifor Crainic, Horia va ser membre del consell editorial de la seva revista, Sfarmă piatră. Va escriure articles en Gândirea i Porunca vremii en què aplaudia el feixisme italià de Benito Mussolini, per a ell miracolul fascist ('el miracle feixista'), així com atacava a prestigiosos literats d'avantguarda com Tudor Arghezi i Eugen Lovinescu, que l'ultradreta romanesa considerava «decadents».
En arribar a ministre de propaganda de la dictadura reial de Carol II, Crainic va enviar Horia en missió diplomàtica a la Roma feixista. Segons afirmava ell mateix, Horia compartia l'oposició del filofeixista Crainic a la branca més extremista del feixisme romanès, la Guàrdia de Ferro. Quan aquesta va deposar Carol i va prendre el poder en el nou Estat Nacional Legionari, Horia va ser deposat i va optar per marxar a Viena.
Després que Romania canviés de bàndol i s'unís als Aliats el 1944, Horia va ser arrestat pels nazis a Viena i internat en els camps de concentració de Krummhübel i de Maria Pfarr. Un any després va ser alliberat per l'exèrcit britànic i es va traslladar a Bolonya, juntament amb la seva esposa Olga.
Horia va decidir no tornar a Romania abans que aquesta caigués en l'òrbita de la Unió Soviètica. El 1946 va ser jutjat en rebel·lia per un tribunal romanès i condemnat a cadena perpètua per impulsar la penetració de la ideologia feixista a Romania i per col·laborar amb l'ambaixada nazi en aquesta propagació. Aquesta sentència no s'ha rescindit.
Horia va viure a Itàlia, on va mantenir amistat amb Giovanni Papini. El 1948 es va traslladar a l'Argentina, en ple període peronista, i va ser professor a la Universitat de Buenos Aires. Exiliat, el 1953 es va establir definitivament a l'Espanya franquista, com a professor de la Facultat de Ciències de la Informació de la Universitat Complutense de Madrid i després com a catedràtic de la Facultat de Filosofia i Lletres de la Universitat d'Alcalá de Henares, tot això en un període en què aquests càrrecs acadèmics comportaven necessàriament un compromís manifest amb el règim de Franco.
Autor d'assajos, poesia i novel·les, V. Horia fou també assidu columnista del diari madrileny El Álcazar, portaveu destacat de l'ultradreta espanyola més extrema, així com fundador, el 1971, de la revista Futuro Presente i director de la col·lecció Punto Omega, d'Edicions Guadarrama. Va crear i dirigir l'agència literària ACER, on va formar en aquesta especialitat a Carmen Balcells. De vegades signava com Juan Dacio en els seus articles de periòdic (l'argentí Bahia Blanca, el xilè El Mercurio, el francès Nouvelle Vie, l'espanyol El Alcázar…).
El 1960 li fou atorgat el Premi Goncourt, però les acusacions de «filofeixista» el van obligar a renunciar-hi. El 1981 se li va concedir el premi Dante Alighieri, de Florència.
Afligit d'un tumor cerebral, va morir el 1992 i va ser enterrat en el cementiri de l'Almudena.

## Pensament i característiques de la seva obra
L'obra de Vintilă Horia acusa la influència del pensament tradicionalista-esotèric de René Guénon. En Introducción a la literatura del siglo XX, Horia estudia la producció literària del seu segle a la llum d'aquestes idees: tant els avantguardistes com el que ell en diu l'espai de Viena (Musil, Broch, Kafka, Rilke, Thomas Mann) i els novel·listes utòpics o els de la Generació perduda estatunidenca, van reflectir la consciència de trobar-se en una fi de cicle, considerant la modernitat la fase última i decadent d'aquest cicle. Nietzsche i Dostoievski haurien estat els heralds de la fi de la modernitat i els millors escriptors del XX no van fer sinó expressar l'angoixa inherent a un buit cultural i existencial la imminència del qual pressentien.
Culturalment catòlic (encara que pel que sembla no va abandonar la seva confessió ortodoxa), va veure en l'Espanya del Segle d'Or l'última oportunitat de l'home cristià per crear a la terra una ecumene, un imperi sota la llum de Crist i segons les idees de Dante en De Monarchia. En aquest sentit, la derrota de l'Armada Invencible es converteix en símbol d'un projecte titànic (quixotesc), que s'enfonsa per no ser recuperat mai més. És el tema d'una de les seves últimes novel·les, Un sepulcro en el cielo, on El Greco s'erigeix en cronista d'un desastre i L'enterrament del Comte de Orgaz en l'al·legoria "d'un somni que es frustra a la terra per complir-se en el cel". Com a conseqüència, la seva obra es tenyeix d'un fort pessimisme antropològic.
Un altre dels temes preferits per Vintilă Horia és el de la nova física i les seves implicacions filosòfiques i fins i tot polítiques. En les teories de Planck i Heisenberg, l'autor romanès veu un indeterminisme que xoca de front amb les bases ideològiques del socialisme. El repte de la nostra època consisteix a adequar la política a la nova ciència, salvant un desfasament que és letal per a Occident. Aquesta perspectiva metapolítica (com li agradava dir) és la que va donar origen a la seva novel·la Perseguid a Boecio, on el tema de l'intel·lectual perseguit pel totalitarisme adquireix una nova dimensió.
L'experiència traumàtica de l'exili aporta el tema fonamental de les novel·les de Horia. Aquestes acostumen a recrear les vivències interiors de personatges històrics que van patir el desterrament, com Plató (La setena carta), Ovidi (Déu ha nascut en l'exili), el príncep Radu Negru (El cavaller de la resignació) o el propi Greco. En general, l'exili és ocasió d'un retrobament amb un mateix, d'un nou i definitiu rumb vital. El monòleg interior del protagonista sol ocupar la major part de la novel·la, gairebé sempre en primera persona. Tant els fets com els personatges es troben carregats de simbolisme. Pel que fa als diàlegs, és freqüent que tinguin un sentit iniciàtic (un altre terme molt del gust de l'autor), és a dir, que resultin decisius en l'itinerari espiritual de l'heroi, paper aquest que també exerceix la dona estimada. És visible en aquestes característiques l'influx de Dante, que és tal vegada l'autor —també exiliat— preferit de Vintilă Horia.

## Obres
- Procesiuni. Ed. Pavel Suru, București, 1936.
- Cetatea cu duhuri. Ed. Pavel Suru, București, 1939.
- Cartea omului singur. Ed. Pavel Suru, București, 1941.
- Poesia româneasca noua: antologie, 1956.
- Presencia del mito, 1957, poesía.
- Poesía y libertad, 1959.
- La rebeldía de los escritores soviéticos, 1960.
- Dieu est né en exil, 1960 (premi Goncourt).
- Le Chevalier de la résignation, 1961.
- Giovanni Papini, 1963.
- Journal d'un paysan du Danube, 1966.
- La septième lettre, 1964.
- Literatura y disidencia, 1980.
- Marthe ou la seconde guerre, 1982.
- Persécutez Boèce!, 1983.
- Un sepulcro en el cielo, 1987.

### Edicions en català
- Déu ha nascut a l'exili. Trad. Rossend Llates. Vergara, Barcelona, 1963.[9]

### Edicions en castellà
- El jinete de la resignación - EMECÉ, Buenos Aires 1962
- El caballero de la resignación.  Ciudadela Libros, 2008. ISBN 978-84-96836-29-7.
- Dios ha nacido en el exilio. Destino. 1960
- Dios ha nacido en el exilio. Col. Austral. Espasa-Calpe. 1967
- Dios ha nacido en el exilio.  Ciudadela Libros, 2008. ISBN 978-84-96836-25-9.
- Una mujer para el Apocalipsis. Trad. M. Arroita-Jáuregui. Ed. Guadarrama, Madrid, 1968.
- El hombre de las nieblas. Ediciones G. P. 1975.
- El viaje a San Marcos. Magisterio. 1972
- Encuesta detrás de lo visible. Ed. Plaza y Janés, Barcelona, 1975.
- Introducción a la literatura del siglo XX. Gredos. 1976
- Introducción a la literatura del siglo XX, Santiago, Chile, Editorial Andrés Bello, 1989.
- Perseguid a Boecio. Ediciones Dyrsa. 1983
- Un sepulcro en el cielo. Planeta. 1987
- Un sepulcro en el cielo. Ciudadela libros. 2010
- El fin del exilio: cuentos de juventud.  Editorial Criterio Libros, 2002. ISBN 978-84-95437-09-9.
- Las claves del crepúsculo.  Grupo Unido de Proyectos y Operaciones, 1996. ISBN 978-84-7906-204-0.
- Viaje a los centros de la tierra.  Nuevo Arte Thor, 1987. ISBN 978-84-7327-146-2.
- Informe último sobre el Reino H. Plaza y Janés, 1981.
- Literatura y disidencia.  Fundación Luis Vives, 1980. ISBN 978-84-300-2151-2.
- La séptima carta. Plaza & Janés. 1976
- La séptima carta. Ciudadela libros. 2010
- Marta o la segunda guerra. Ciudadela libros. 2010
- Juan Dacio, Diccionario de los Papas. Prefacio de Vintila Horia. Editorial Destino. 1963. (Juan Dacio és el pseudònim de Vintila Horia.)